# Miloșești
Miloşeşti é uma comuna romena localizada no distrito de Ialomiţa, na região de Muntênia. A comuna possui uma área de 51.80 km² e sua população era de 2904 habitantes segundo o censo de 2007.